# Alyssoides cretica
Alyssoides cretica är en korsblommig växtart som först beskrevs av Carl von Linné, och fick sitt nu gällande namn av Friedrich Casimir Medicus. Alyssoides cretica ingår i släktet Alyssoides och familjen korsblommiga växter. Inga underarter finns listade i Catalogue of Life.